# مشکل
مشکل 

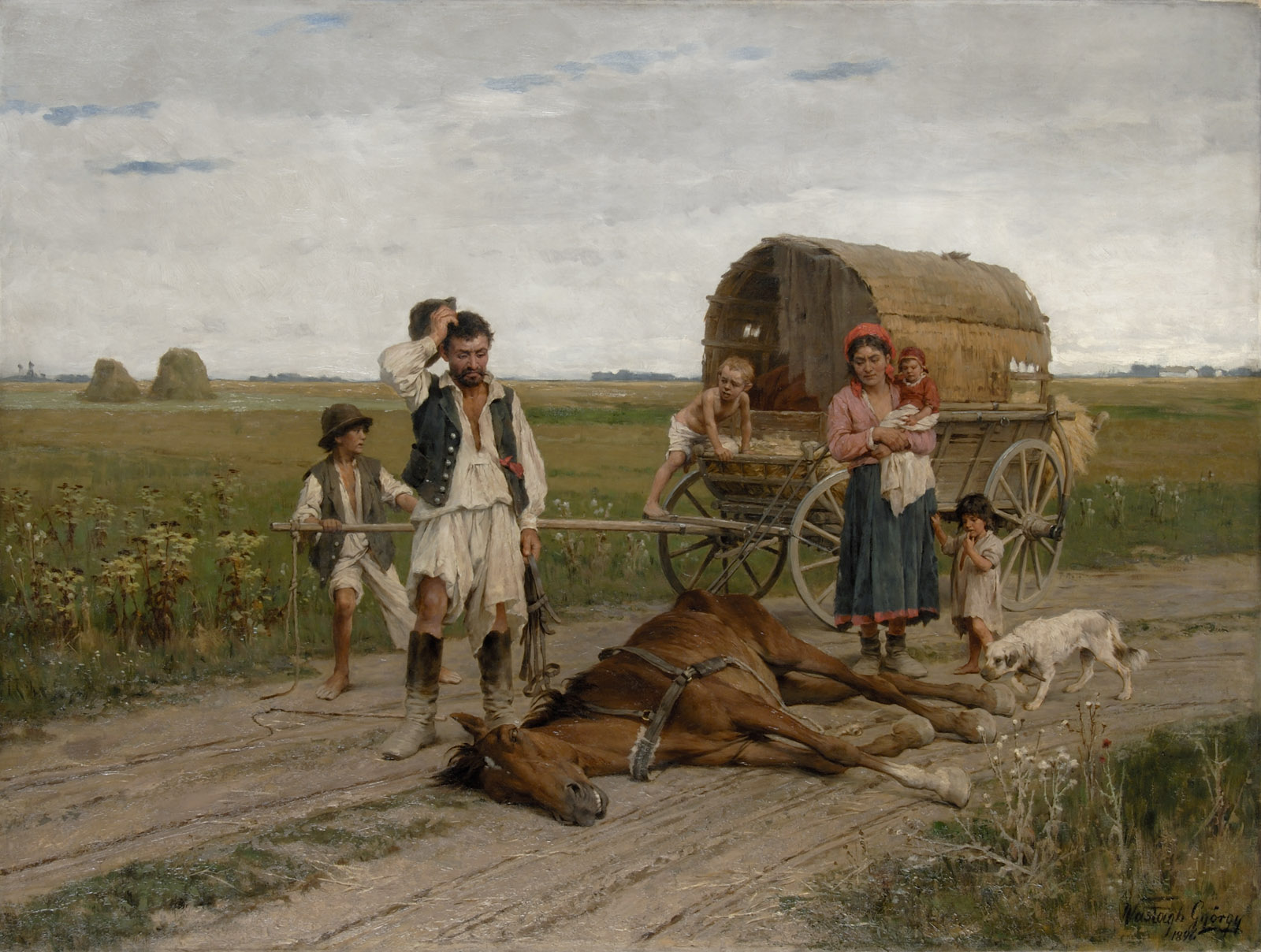
خانواده ای که دچار مشکل شده اند، نقاشی‌های ژانر دهه ۱۸۸۰، نقاشی‌های رنگ روغن روی بوم. اثر: György Vastagh به نام: (واستاق کاروالوت یک کولی است)

می‌تواند به‌عنوان شکاف میان وضعیت فعلی و وضعیت مطلوب تعریف شود. وقتی اهداف، نیازها یا خواسته‌ها با شرایط موجود هماهنگی نداشته باشند، یک مشکل شکل می‌گیرد. مشکلات می‌توانند ساده یا پیچیده، شخصی یا جمعی، فوری یا بلندمدت باشند.

### انواع مشکلات
مشکلات فردی
مشکلاتی که فرد با آن‌ها مواجه می‌شود، مانند تصمیم‌گیری شخصی، مدیریت زمان یا مسائل سلامت روان.
مشکلات اجتماعی
مسائلی که گروه‌ها یا جوامع با آن‌ها روبرو هستند، مثل فقر، نابرابری یا بحران‌های محیطی.
مشکلات اقتصادی و سازمانی
مسائل مرتبط با منابع، بودجه، بهره‌وری یا مدیریت کسب‌وکار و سازمان‌ها.
مشکلات علمی
مسائلی که نیازمند تحلیل، تحقیق و راه‌حل‌های تخصصی هستند، مثل توسعه فناوری یا حل معادلات پیچیده.

چرایی ایجاد مشکلات

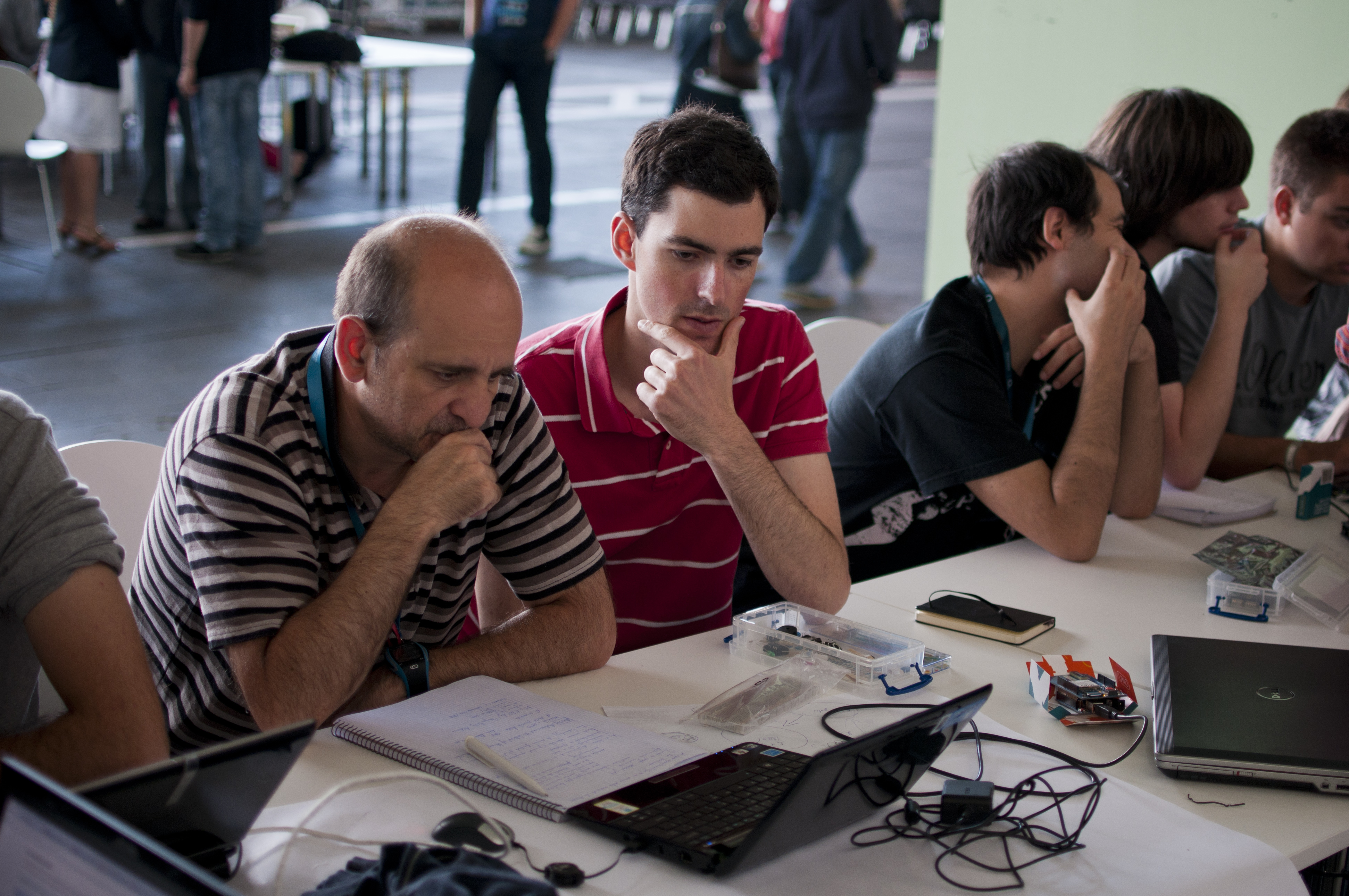
افرادی درحال فکر کردن به یک راه حل در رابطه با حل یک مشکل.

مشکلات ممکن است به دلایل مختلف شکل بگیرند:
کمبود منابع: زمان، پول یا اطلاعات ناکافی.
تناقض اهداف: اهداف مختلف در تضاد با هم باشند.
خطاهای شناختی: تصمیم‌گیری بر اساس اطلاعات ناقص یا تحریف‌شده.
تغییر شرایط محیطی: شرایط غیرمنتظره یا پیچیده که باعث بروز شکاف می‌شوند.

مهارت‌های حل مشکل
فرآیندی سیستماتیک مشکلات، متشکل از:
• شناسایی مشکل
تشخیص دقیق مشکل و تعیین دامنه آن.
• اولویت‌بندی
تعیین اهمیت و فوریت مشکلات برای تمرکز منابع و تلاش‌ها.
• تحلیل علت و معلول
بررسی ریشه‌های مشکل و شناسایی عوامل مؤثر.
• تولید راه‌حل‌ها 
ایده‌پردازی و طراحی راه‌حل‌های ممکن.
• پیاده‌سازی 
اجرای راه‌حل و اعمال تغییرات لازم.
• ارزیابی و اصلاح 
بررسی اثرات راه‌حل و اصلاح آن در صورت نیاز برای پایداری و کارایی.

مثال روزمره
فرض کنید در خانه چراغ روشن نمی‌شود. مشکل روشن نشدن چراغ، شکافی میان وضعیت فعلی (چراغ خاموش) و وضعیت مطلوب (چراغ روشن) است. برای حل آن، باید علت را پیدا کنید. ممکن است لامپ سوخته باشد، فیوز قطع شده یا کلید خراب باشد. پس از شناسایی علت، راه‌حل مناسب اعمال می‌شود و مشکل برطرف می‌شود.
نتیجه‌گیری
مشکل یک بخش طبیعی از زندگی فردی و اجتماعی است. توانایی شناسایی دقیق مشکلات، تحلیل ریشه‌ها و انتخاب راه‌حل‌های مؤثر، مهارت کلیدی برای پیشرفت فردی، اجتماعی و سازمانی محسوب می‌شود.